# Ballonerbsen
Die Ballonerbsen (Lessertia) sind eine Pflanzengattung in der Unterfamilie Schmetterlingsblütler (Faboideae) innerhalb der Familie der Hülsenfrüchtler (Fabaceae, Leguminosae).

## Beschreibung

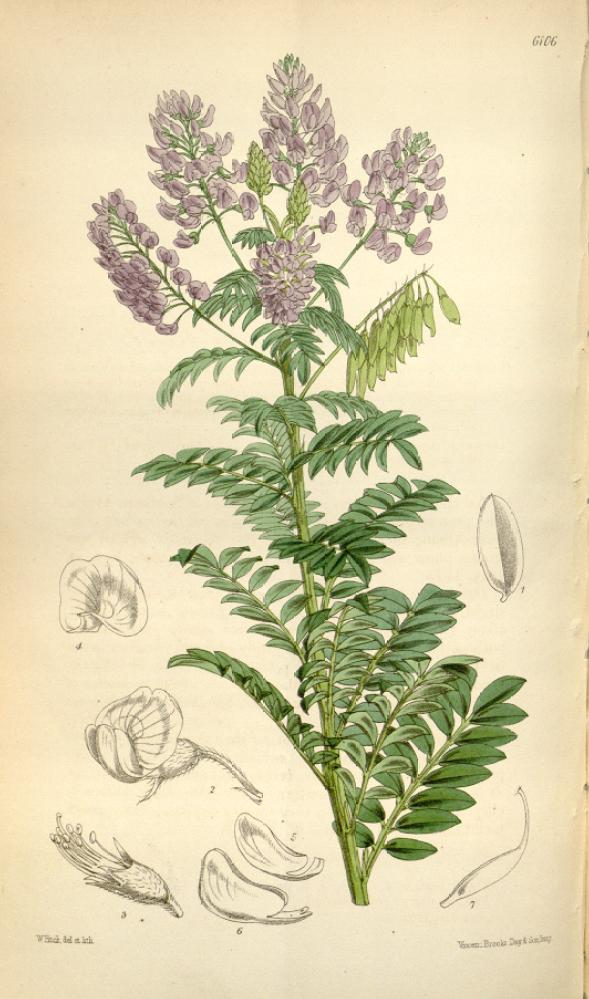
Illustration von Lessertia perennans

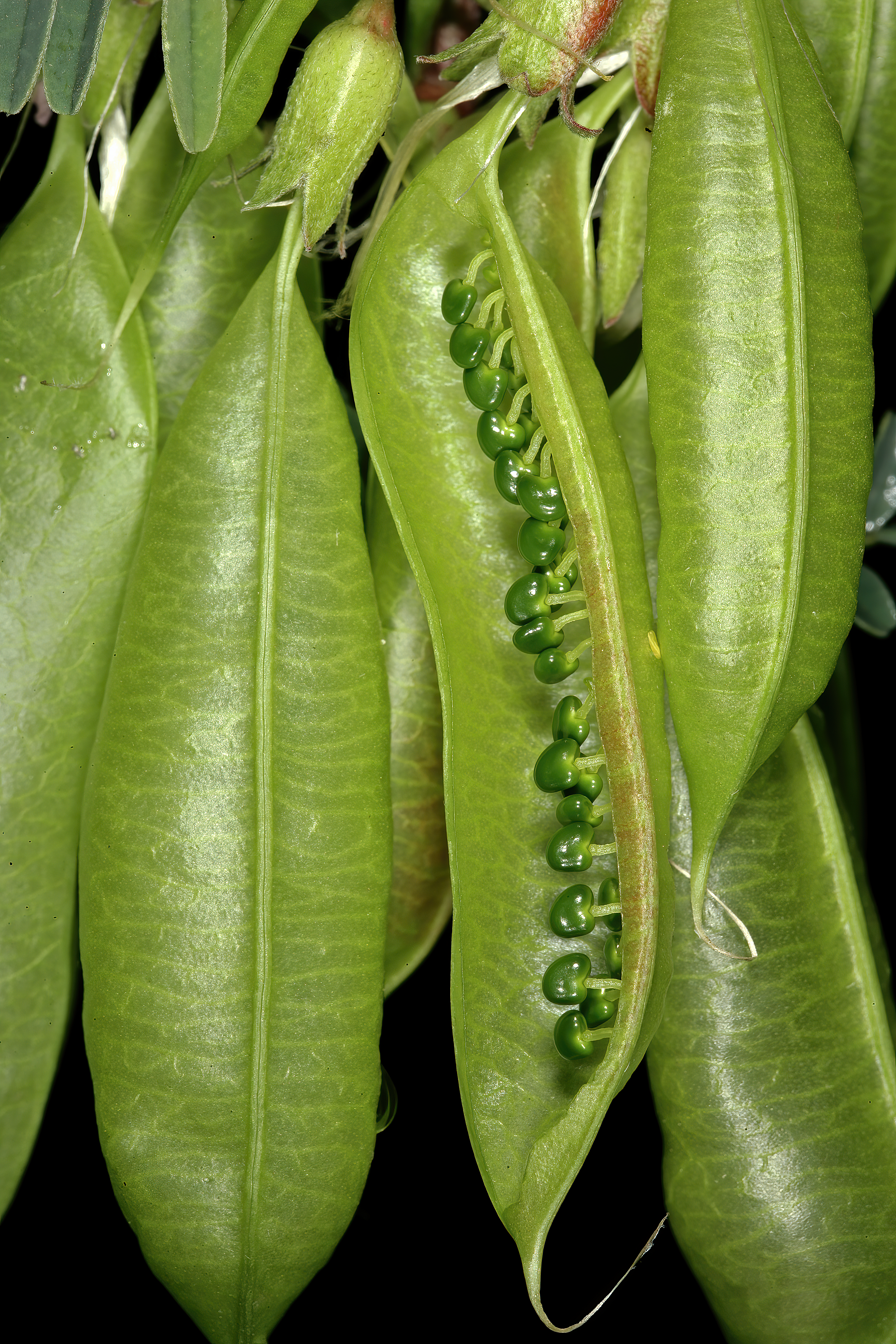
Unreife Früchte von Lessertia frutescens; bei einer wurde eine Fruchtklappe entfernt damit die aneinander gereihten unreifen Samen zu sehen sind

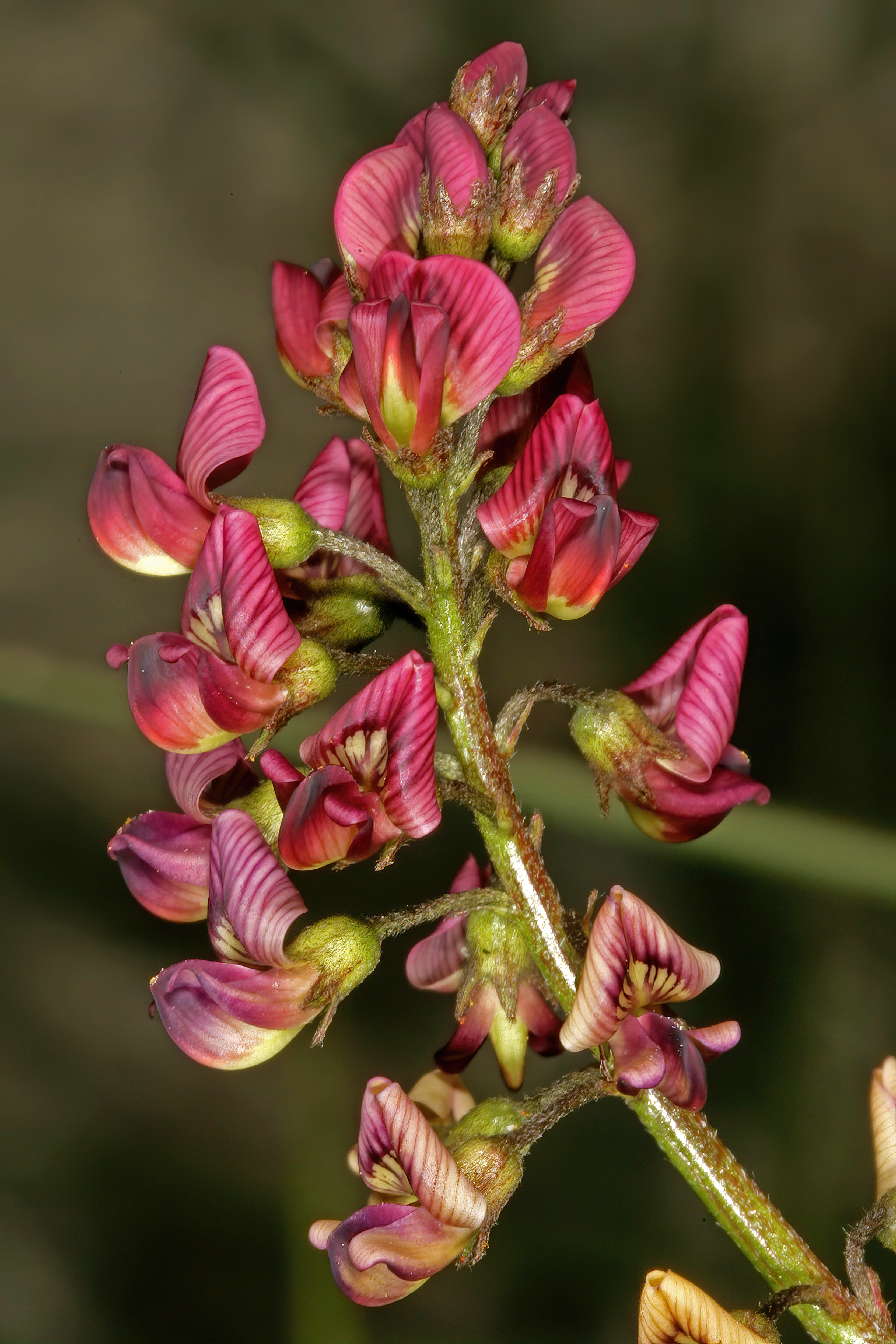
Blütenstand mit zygomorphen Blüten von Lessertia capensis

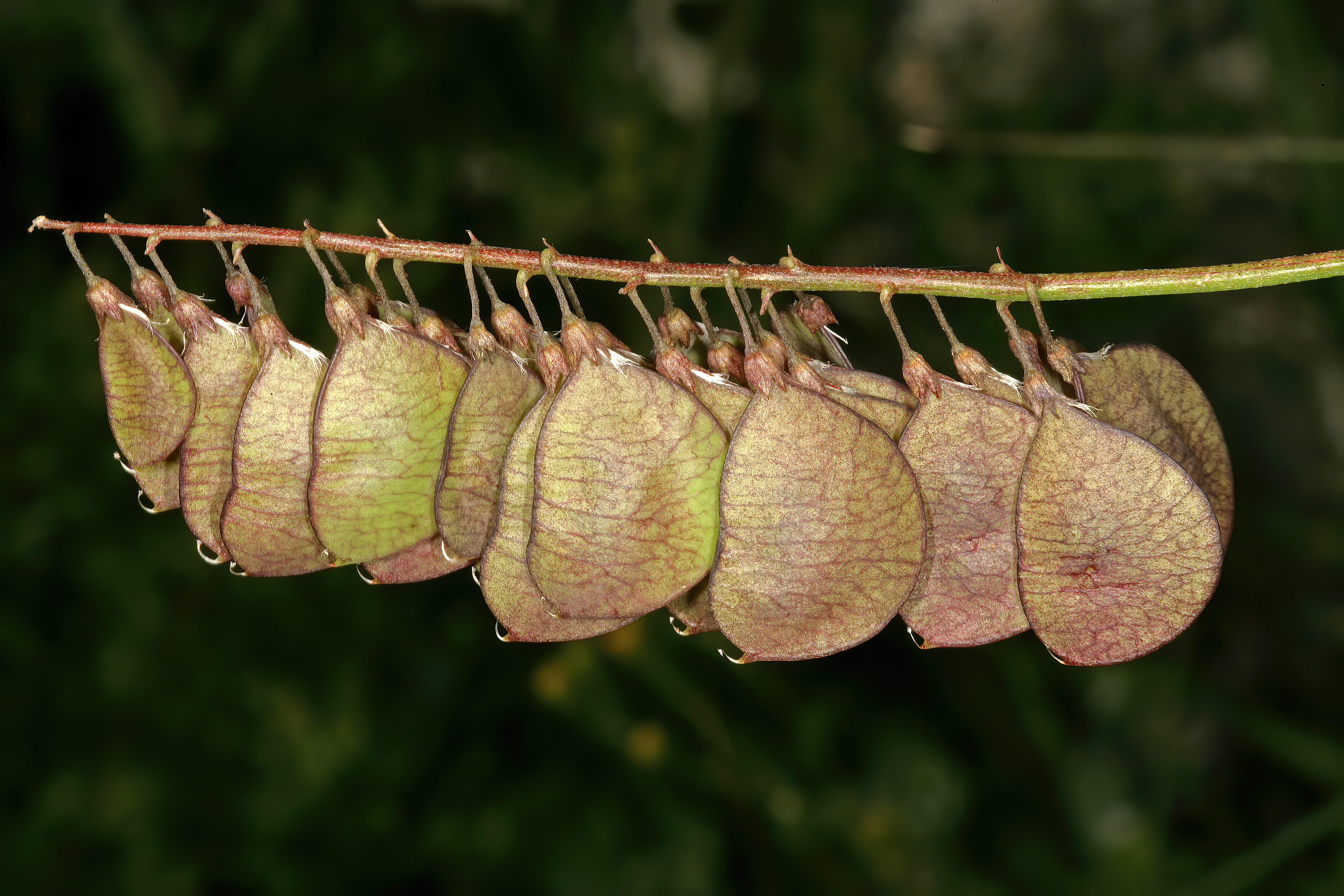
Früchte von Lessertia capensis

### Vegetative Merkmale
Lessertia-Arten sind meist ausdauernde, selten auch einjährige, krautige Pflanzen oder Sträucher. Die Sprossachse ist aufrecht oder niederliegend.
Die Laubblätter sind unpaarig gefiedert oder selten einfach. Die Nebenblätter sind paarig.

### Generative Merkmale
Über paarigen Hochblättern stehenden die Blüten selten einzeln oder meist in seitenständigen, verlängerten oder beinahe kopfig erscheinenden, traubigen Blütenständen zusammen.
Die je nach Art relativ kleinen, zygomorphen Blüten sind 6 bis 10 Millimeter lang. Die Kelchzähne sind mehr oder weniger gleich. Die genagelten Kronblätter sind rosa- bis purpurfarben oder gelb.
Die Hülsenfrüchte sind länglich und abgeflacht oder selten aufgebläht.

## Ökologie
Die Bestäubung erfolgt durch Vögel (Ornithophilie). Die Ausbreitung der Diasporen, es sind bei einigen Lessertia-Arten die Früchte, erfolgt durch den Wind.

## Verbreitung
Die Gattung kommt vorwiegend in Afrika, mit dem Verbreitungszentrum im Süden, nur die Arten Lessertia benguellensis, Lessertia pauciflora, Lessertia incana und Lessertia stipulata kommen auch in tropischen Regionen vor.

## Nutzung
Verschiedene Arten der Gattung werden als Viehfutter oder in der traditionellen Medizin als Heilpflanzen genutzt. Aufgüsse von Lessertia argentata und Lessertia tomentosa werden zur Behandlung von Augenkrankheiten verwendet, die Blätter von Lessertia stenoloba und Lessertia inflata als Abführmittel und Lessertia macrostachya gegen Magen- und Leberschmerzen. Ein Pulver aus Lessertia benguellensis wird zur Behandlung von Syphilis, Angina und blutigem Urin verwendet.

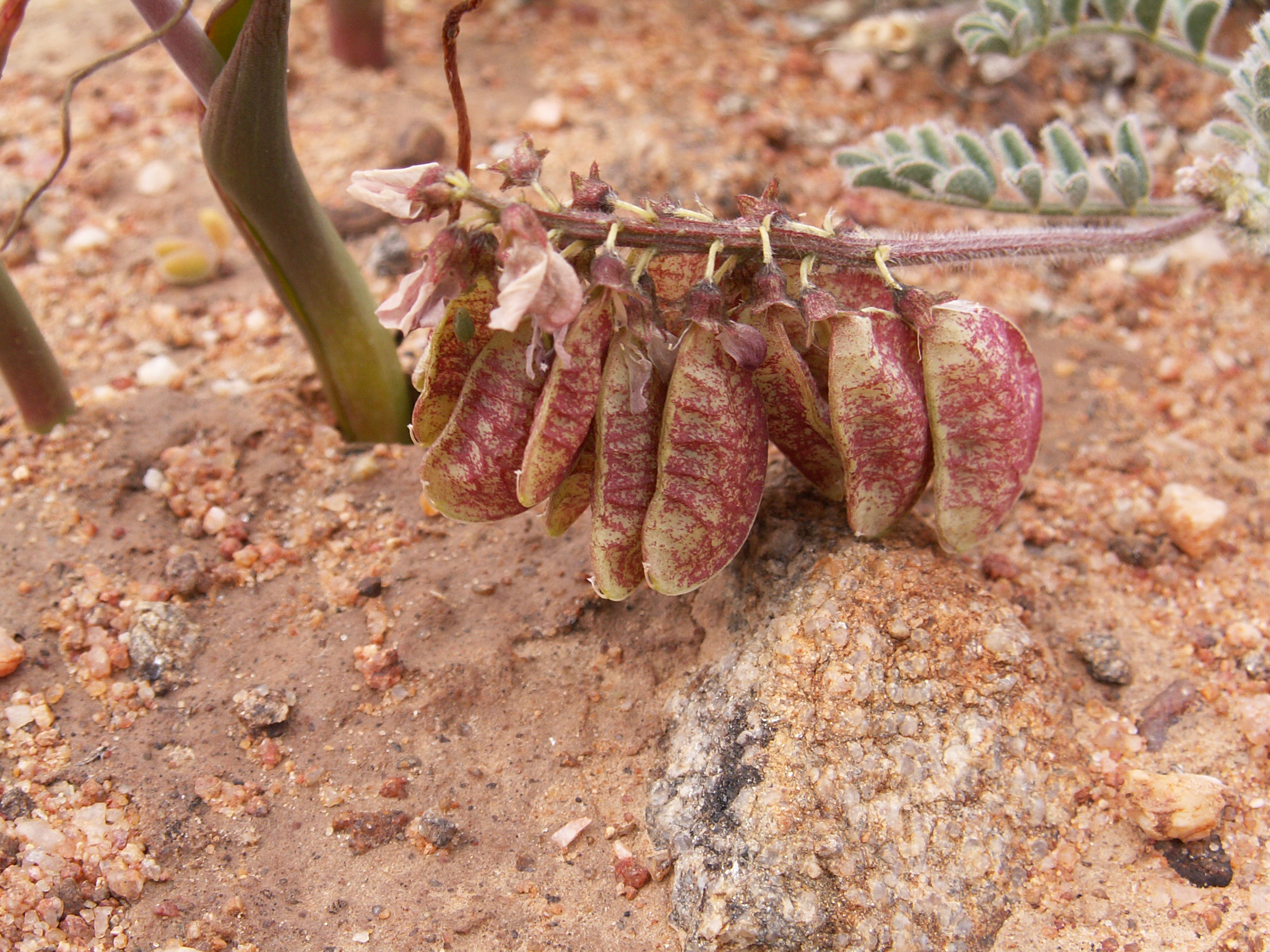
Laubblätter und Früchte von Lessertia diffusa

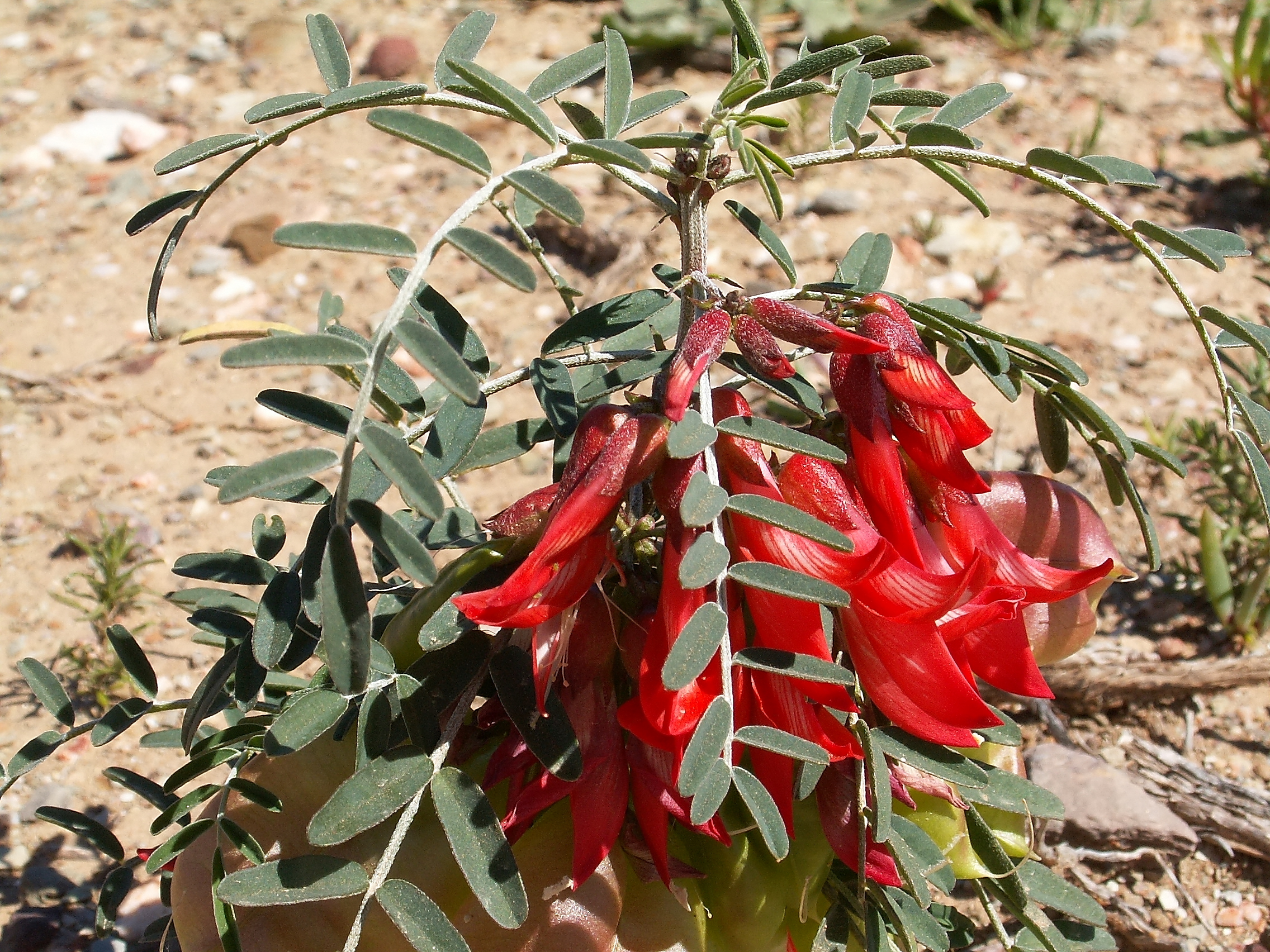
Laubblätter und Blüten von Lessertia frutescens im Habitat im Westkap

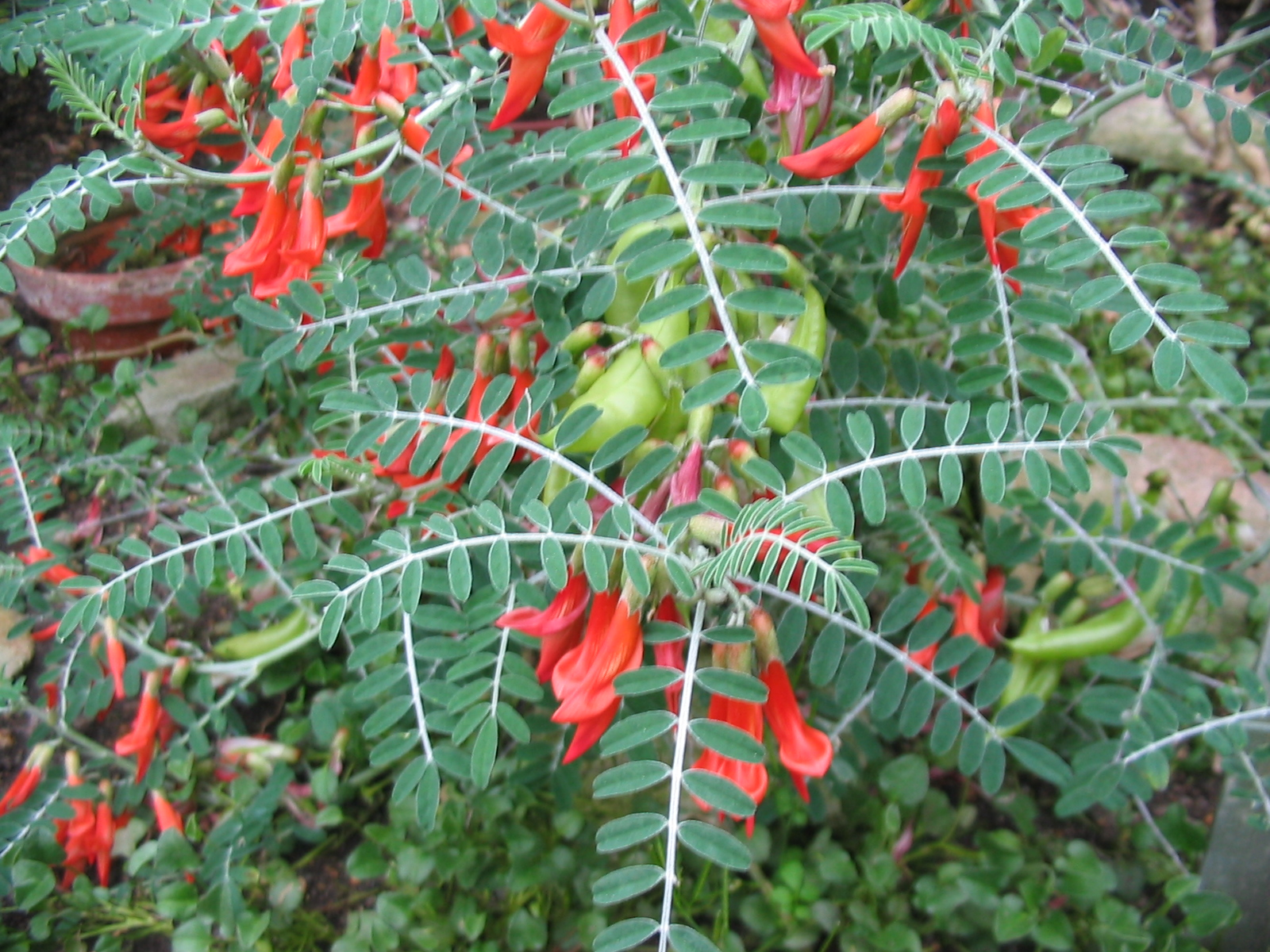
Laubblätter und Blüten von Lessertia frutescens

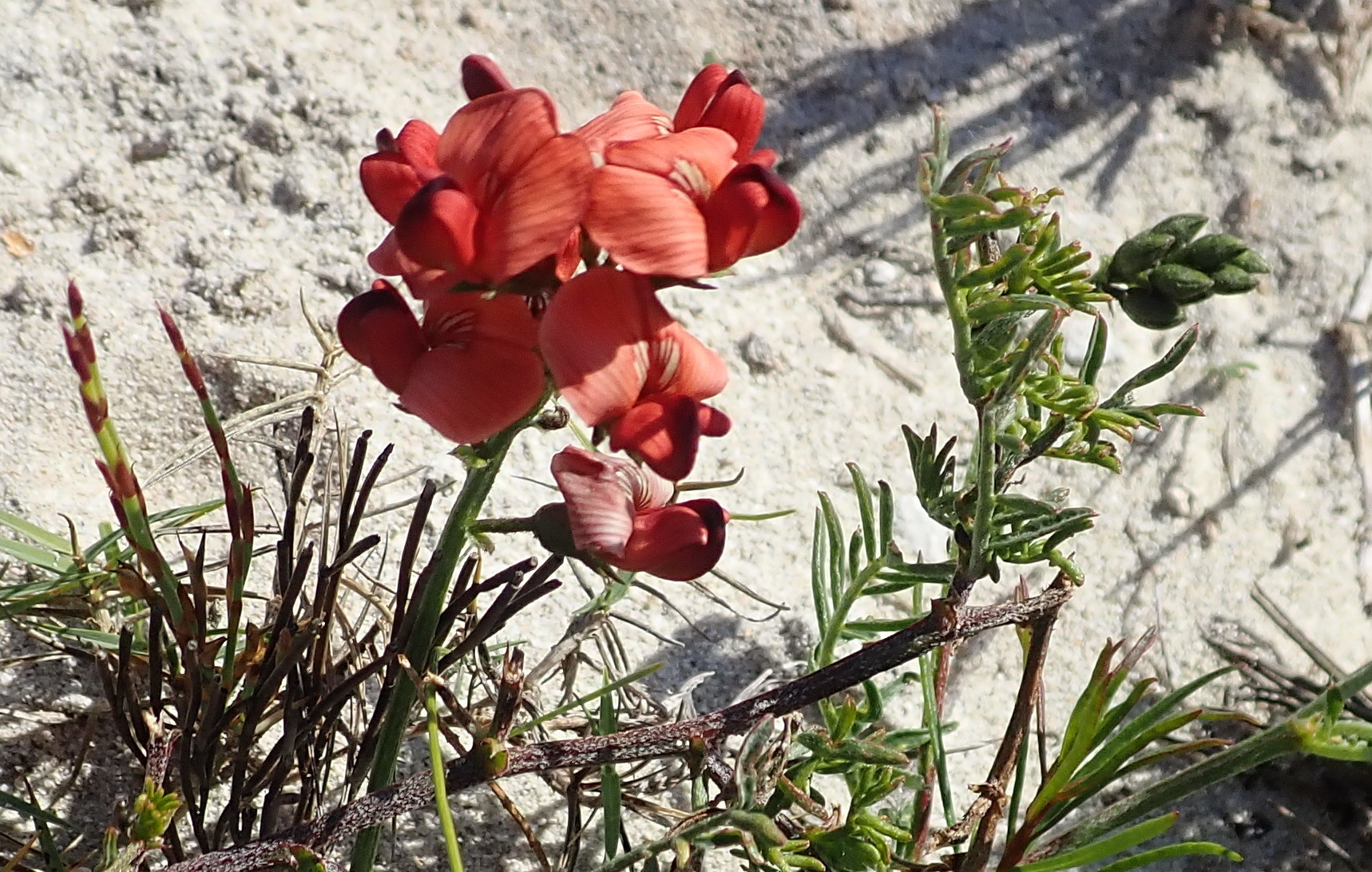
Blütenstand mit zygomorphen Blüten von Lessertia miniata

## Systematik
Die Gattung Lessertia wurde 1812 durch Augustin-Pyrame de Candolle aufgestellt. Typusart ist Lessertia perennans (Jacq.) DC. Der Gattungsname Lessertia ehrt den französischen Botaniker Jules Paul Benjamin Delessert.
Die Gattung Lessertia gehört zur Untertribus Coluteinae aus der Tribus Galegeae in der Unterfamilie Faboideae innerhalb der Familie Fabaceae.
Die Gattung der Ballonerbsen (Lessertia) ist eng verwandt mit der sehr ähnlich Gattung Blasensträucher (Colutea).
Von manchen Autoren wird die sehr ähnliche Gattung Sutherlandia R.Br. in die Gattung Lessertia mit eingeordnet. Beide Gattungen sind im „Wuchs“ sehr ähnlich, bei Sutherlandia sind die Blüten 15 bis 30 Millimeter groß und rot, sowie die Früchte größer als bei Lessertia. Die Einordnung vieler Arten ist umstritten.
Je nach Autor gehören 50 bis 75 Arten zur Gattung Lessertia:
- Lessertia acanthorhachis Dinter: Sie kommt in Namibia vor.[2]
- Lessertia affinis Burtt Davy: Sie kommt in den südafrikanischen Provinzen Free State und Mpumalanga vor.[3]
- Lessertia annularis Eckl. & Zeyh. (Syn.: Lessertia arcuata Eckl. & Zeyh.): Sie kommt in Namibia in den südafrikanischen Provinzen Free State, Nord-, West- sowie Ostkap vor.[3]
- Lessertia argentea Harv. (Syn.: Lessertia villosa E.Mey.): Sie kommt in Lesotho und in Südafrika vor.[2][3]
- Lessertia benguellensis Baker: Sie kommt in Angola, Namibia, Botswana und in Südafrika vor.[4][3]
- Lessertia brachypus Harv.: Sie kommt in Namibia und in Südafrika vor.[4][3]
- Lessertia brachystachya DC.[2][3]
- Lessertia candida E.Mey.: Sie kommt in Namibia und in Südafrika vor.[2][3]
- Lessertia canescens Goldblatt & J.C.Manning: Sie kommt nur in der südafrikanischen Provinz Westkap vor.[3]
- Lessertia capensis Druce (Syn.: Lessertia astragalina Meisn., Lessertia pubescens DC., Lessertia pulchra Sims, Lessertia venusta Eckl. & Zeyh.): Sie kommt nur in der südafrikanischen Provinz Westkap vor.[3]
- Lessertia capitata E.Mey.[2] Sie kommt beispielsweise in den südafrikanischen Provinzen Free State, Nord- sowie Westkap vor.[3]
- Lessertia carnosa Eckl. & Zeyh.: Sie kommt nur in der südafrikanischen Provinz Ostkap vor.[3]
- Lessertia contracta M.Balkwill: Sie kommt nur in der südafrikanischen Provinz KwaZulu-Natal vor.[3]
- Lessertia cryptantha Dinter: Sie kommt in Namibia vor.[2]
- Lessertia depressa Harv.: Sie kommt in Lesotho und in Südafrika vor.[4][3]
- Lessertia diffusa R.Br. (Syn.: Lessertia dubia Druce): Sie kommt in Namibia und in den südafrikanischen Provinzen Nord- sowie Westkap vor.[4][3]
- Lessertia distans Burtt Davy:[2] Es sind nur wenige Herbarexemplare aus Limpopo bekannt.[5]
- Lessertia dykei L.Bolus: Sie kommt nur in der südafrikanischen Provinz KwaZulu-Natal vor.[3]
- Lessertia emarginata Schinz: Sie kommt in Namibia, Sambia, Simbabwe und Botswana vor.[2]
- Lessertia eremicola Dinter: Sie kommt in Namibia vor.[2]
- Lessertia excisa DC.: Sie kommt in den südafrikanischen Provinzen West- sowie Nordkap vor.[3]
- Lessertia falciformis DC.: Sie kommt in Botswana, Namibia und in Südafrika vor.[4][3]
- Lessertia flanaganii L.Bolus: Sie ist nur von der Typusaufsammlung im Jahr 1890 in Komga in der südafrikanischen Provinz Ostkap bekannt.[3]
- Lessertia flexuosa E.Mey.: Über diese Art ist wenig bekannt; es gibt Fundortangaben in der südafrikanischen Provinz Ostkap.[3]
- Lessertia frutescens (L.) Goldblatt & J.C. Manning (Syn.: Lessertia montana (E.Phillips & R.A.Dyer) Goldblatt & J.C.Manning): Mehrere Unterarten kommen in Botswana. Lesotho, Namibia und in Südafrika vor. In Kenia und in Australien ist sie ein Neophyt.[4][3]
- Lessertia fruticosa Lindl.: Sie kommt in den südafrikanischen Provinzen West- sowie Nordkap vor.[3]
- Lessertia globosa L.Bolus: Sie kommt nur in der südafrikanischen Provinz Westkap vor.[3]
- Lessertia harveyana L.BolusSie kommt in den südafrikanischen Provinzen KwaZulu-Natal sowie Ostkap vor.[3]
- Lessertia herbacea Druce (Syn.: Lessertia abbreviata E.Mey., Lessertia propinqua Eckl. & Zeyh.)[3]: Sie kommt in Südafrika und in Lesotho vor.
- Lessertia incana Schinz: Sie kommt in Namibia und in Südafrika vor.[4][3]
- Lessertia inflata Harv. (Syn.: Lessertia vesicaria (Thunb.) DC.): Sie kommt in den südafrikanischen Provinzen Ost- sowie Nordkap von Calvinia bis Sutherland und zur Upper Karoo relativ weit verbreitet vor.[3]
- Lessertia ingeliensis M.Balkwill: Sie kommt in der südafrikanischen Provinz KwaZulu-Natal vor.[3]
- Lessertia kensitii L.Bolus: Sie kommt nur in der südafrikanischen Provinz Ostkap vor.[3]
- Lessertia lanata Harv.: Dieser Endemit kommt nur noch an zwei Fundorten im „Swartberg Renosterveld“ im Westkap vor. Die Bestände nehmen fortlaufend durch vielfältige menschliche Einflüsse ab.[3]
- Lessertia macroflora M.Balkwill: Sie kommt in den südafrikanischen Provinzen KwaZulu-Natal und Mpumalanga vor.[3]
- Lessertia macrostachya DC.: Die Unterarten kommen in Botswana sowie Namibia[4] vor und eine Unterart kommt auch in der südafrikanischen Provinz Nordkap[3] vor.
- Lessertia margaritacea E.Mey.: Sie kommt nur in der südafrikanischen Provinz Westkap vor.[3]
- Lessertia meyeri Boatwr.T.Nkonki & B.-E.van Wyk: Sie kommt in den südafrikanischen Provinzen West- sowie Nordkap von Namaqualand bis zur Kaphalbinsel vor, mit einem isolierten Fundort in der Nähe von Montagu.[3]
- Lessertia microcarpa E.Mey.: Sie kommt nur in der südafrikanischen Provinz Nordkap vor.[3]
- Lessertia miniata Salter: Sie kommt nur in der südafrikanischen Provinz Westkap vor.[3]
- Lessertia mossii R.Young: Sie kommt nur in der südafrikanischen Provinz Gauteng vor.[3]
- Lessertia muricata T.M.Salter: Sie kommt in der südafrikanischen Provinz Westkap vor.[3]
- Lessertia pappeana Harv.: Sie kommt nur in der südafrikanischen Provinz Westkap vor.[3]
- Lessertia parviflora Harv.: Sie kommt in der südafrikanischen Provinz Westkap vor.[3]
- Lessertia pauciflora Harv. (Syn.: Lessertia schlechteri Bolus): Die mehreren Varietäten kommen in Tansania, Simbabwe, Lesotho und Südafrika vor.[4][3]
- Lessertia perennans DC. (Syn.: Lessertia polystachya Harv., Lessertia subcanescens Gand.): Die mehreren Varietäten kommen im „Drakensberg Escarpment“ vom südlichen Mpumalanga über KwaZulu-Natal und Lesotho bis zu den Amathole Bergen im Ostkap vor.[4][3]
- Lessertia phillipsiana Burtt Davy: Über diese Art ist nur wenig bekannt. Es sind 2013 nur drei Aufsammlungen in Klerksdorp, Ventersdorp sowie Chrissiesmeer in den südafrikanischen Provinzen Mpumalanga sowie North West bekannt.[3]
- Lessertia physodes Eckl. & Zeyh. (Syn.: Lessertia acuminata E.Mey., Lessertia tumida Eckl. & Zeyh.): Sie kommt nur in der südafrikanischen Provinz Ostkap vor.[3]
- Lessertia prostrata DC.: Sie kommt  in den südafrikanischen Provinzen Free State, Gauteng, Limpopo sowie Ostkap vor.[3]
- Lessertia rigida DC.: Sie kommt nur in der südafrikanischen Provinz Westkap vor.[3]
- Lessertia sneeuwbergensis Germish.: Sie kommt nur in der südafrikanischen Provinz Ostkap vor.[3]
- Lessertia spinescens E.Mey.: Sie kommt nur in der südafrikanischen Provinz Nordkap vor.[3]
- Lessertia stenoloba E.Mey. (Syn.: Lessertia obtusata (Thunb.) DC.): Sie kommt in den südafrikanischen Provinzen West- sowie Nordkap vor.[3]
- Lessertia stipulata Baker f.: Sie kommt nur in der südafrikanischen Provinz Free State vor.[3]
- Lessertia stricta Bolus (Syn.: Lessertia purpurea R.Young): Sie ist im südlichen Afrika verbreitet.[2][3]
- Lessertia tenuifolia E.Mey.: Sie kommt in den südafrikanischen Provinzen Free State sowie Ostkap vor.[3]
- Lessertia thodei L.Bolus: Sie kommt in Lesotho und in den südafrikanischen Provinzen KwaZulu-Natal, Free State sowie Mpumalanga vor.[4][3]
- Lessertia tomentosa DC.: Dieser Endemit kommt nur von St. Helena Bay bis zur Kaphalbinsel im Westkap vor. Es sind nur noch 10 bis 15 isolierten Fundorte bekannt. Durch menschlichen Einfluss gehen fortlaufend Habitate verloren. Invasive Pflanzenarten nehmen die Bestände ab.[3]